# Salix dibapha
Salix dibapha är en videväxtart som beskrevs av Camillo Karl Schneider. Salix dibapha ingår i släktet viden, och familjen videväxter. Utöver nominatformen finns också underarten S. d. biglandulosa.